# Polia flavescens
Polia flavescens är en fjärilsart som beskrevs av Arnold Spuler 1905. Polia flavescens ingår i släktet Polia och familjen nattflyn. Inga underarter finns listade i Catalogue of Life.